# Creek (popolo)
I Creek sono una popolazione di nativi americani originari del sud-est degli Stati Uniti anche conosciuti col loro nome originale di Muscogee (e Muskogee), che è anche il nome con cui oggi si identificano tra loro.
Mvskoke è il loro nome secondo l'ortografia tradizionale. I moderni Muscogee vivono soprattutto in Oklahoma, Alabama, Georgia, e Florida. Il loro linguaggio, Mvskoke, è membro della famiglia delle lingue muskogeane. I Creek sono una delle cosiddette Cinque Tribù Civilizzate.
Vivevano lungo il fiume Ocmulgee e nelle valli fluviali degli attuali stati americani del Tennessee, della Georgia e dell'Alabama ed era composta da numerosi gruppi etnici che parlavano diverse lingue distinte.
Il nome Creek significa “torrente” o “piccolo fiume”.

## Storia precolombiana
I primi Creek probabilmente discendevano dai costruttori di tumuli della Cultura del Mississippi lungo il fiume Tennessee e forse ebbero legami con gli Utinahica nella Georgia del Sud. Più una confederazione di villaggi che una singola tribù, i Muscogee vivevano nelle valli fluviali degli attuali stati americani del Tennessee, della Georgia e dell'Alabama ed erano composti da numerosi gruppi etnici che parlavano diverse lingue distinte, come l'Hitchiti, l'Alabama, e il Coushatta. Quelli che vivevano lungo il fiume Ocmulgee furono chiamati indiani “Creek” dai commercianti inglesi della Carolina del Sud. In seguito questo nome fu dato a tutti gli indigeni della regione.
Tra le tribù meridionali citiamo: i Coweta, i Cusseta (Kasihta, Cofitachiqui), i Chehaw (Chiaha), gli Hitchiti, gli Oconee, gli Ocmulgee, gli Okawaigi, gli Apalachee, i Yamasee (Altamaha), gli Ocfuskee, i Sawokli, e i Tamali. Le tribù settentrionali comprendevano: i Tuckabatchee, gli Abhika, i Itawa, gli Hothliwahi (Ullibahali), gli Hilibi, gli Eufaula, i Wakokai, gli Atasi, gli Alibamu, i Coushatta e i Tuskegee.
I Cusseta (Kashita) e i Coweta sono ancora le due tribù principali dei Creek.

## La Guerra d'indipendenza
Come molti gruppi indigeni a Est del Mississippi, i Creek ebbero posizioni diverse durante la Guerra d'indipendenza americana. I Creek delle tribù meridionali sono rimaste neutrali; quelli delle tribù settentrionali si sono alleate con gli inglesi e hanno combattuto contro i coloni ribelli.
Al termine ufficiale della Guerra d'indipendenza americana nel 1783, i Creek si accorsero che la Gran Bretagna aveva ceduto delle terre Creek agli Stati Uniti appena nati. Lo Stato della Georgia cominciò a occupare il territorio. Il capo Creek Alexander McGillivray organizzò la resistenza, ricevendo aiuto dalle truppe spagnole dalla Florida per combattere contro i Georgiani.
McGillivray portò alla nascita del nazionalismo Creek e alla centralizzazione del potere contro quei capi villaggio che vendevano le proprie terre agli Stati Uniti.
Nel Trattato di New York del 1790 McGillivray finì per cedere una parte consistente delle terre Creek agli Stati Uniti sotto l'allora presidenza di George Washington in cambio del riconoscimento federale della sovraintendenza Creek sui territori rimanenti.
Ciò nonostante, dopo la morte di McGillivray nel 1793, la Georgia ha continuato la sua espansione sul territorio dei Creek.

## La guerra dei Bastoni Rossi
La guerra Creek del 1813-1814, nota anche con il nome di guerra dei Bastoni Rossi (Red Sticks War), cominciò come guerra civile e successivamente mischiò con la guerra del 1812.
Ispirati dall'eloquenza del capo Shawnee Tecumseh e dai loro capi religiosi, i Creek delle tribù settentrionali, conosciuti dai bianchi con il nome di “Bastoni Rossi” (“Red Sticks”), cercarono di resistere con le armi all'egemonia dei bianchi e ai loro programmi di “civilizzazione” amministrati dall'agente indiano statunitense Benjamin Hawkins. I capi dei Red Sticks William Weatherford (“Aquila Rossa”), Peter Mcqueen e Menawa si opposero violentemente ai Creek delle tribù meridionali guidate da William McIntosh e alleate agli statunitensi.
Il 30 agosto 1813 i Red Sticks capeggiati da Aquila Rossa attaccarono l'avamposto americano di Fort Mims in Alabama dove si erano rifugiati i bianchi americani e i loro alleati indiani. I Red Sticks conquistarono il forte e massacrarono i prigionieri, compresi le donne e i bambini. In questo massacro furono uccise quasi 250 persone, provocando un panico che si diffuse lungo tutta la frontiera americana nel Sud-Est.
In risposta al massacro di Fort Mims, il Tennessee, la Georgia e il Territorio del Mississippi inviarono delle truppe nel territorio dei Creek. In inferiorità numerica e mal equipaggiati, i Red Sticks opposero una difesa disperata dalle loro fortezze nel deserto. Il 27 marzo 1814 il generale della milizia del Tennessee Andrew Jackson, aiutato dal 39º reggimento di fanteria degli Stati Uniti e dai suoi alleati Cherokee e Creek, riuscì ad espugnare la resistenza dei Red Sticks nella battaglia di Horseshoe Bend sul fiume Tallapoosa. Anche se i Bastoni Rossi furono decimati (durante questa guerra persero la vita circa 3000 Creek), la resistenza durò diversi mesi. Nell'agosto 1814, stremati e quasi morti di fame, si arresero a Jackson a Wetumopka, vicino all'attuale città di Montgomery in Alabama. Il 9 agosto 1814 i Creek furono costretti a firmare il Trattato di Fort Jackson che mise fine al conflitto e impose ai Creek la cessione di 20 milioni di acri (81.000 km²) di terre agli Stati Uniti, in pratica più della metà dei loro antichi territori. Anche i Creek che avevano combattuto a fianco di Jackson furono costretti a cedere i loro territori, poiché Jackson li considerava responsabili della ribellione dei Red Sticks. Lo Stato dell'Alabama fu così incorporato negli Stati Uniti nel 1819.
Molti Creek si rifiutarono di arrendersi e fuggirono in Florida. Alcuni si allearono con i Seminole (popolazione che parlava la stessa lingua ed era emigrata in Florida nei secoli precedenti) e con gli inglesi contro gli americani.

## Oggi
La maggior parte dei Creek non risiede più nel Territorio Indiano, anche se alcuni vi sono rimasti. Ci sono Creek che vivono in Alabama vicino alla Riserva di Poarch Creek ad Atmore, più altri che vivono in Florida. Nella riserva in Alabama ogni anno durante il Giorno del Ringraziamento viene organizzata la tipica danza tribale chiamata pow-wow.
I discendenti dei Muscogee vivono sparsi anche nella parte sud occidentale degli Stati Uniti e hanno diversi livelli di acculturazione. Il governo tribale assicura servizi e programmi tribali in otto distretti amministrativi. Esistono anche alcune imprese dirette dai Creek, ad esempio la Muscogee Document Imaging Company, ditte di servizi tecnologici, edili e di manodopera e alcuni importanti casinò a Tulsa e Okmulgee. La popolazione tribale è pienamente integrata con la cultura e l'economia dell'Oklahoma. I cittadini della Nazione dei Muscogee operano importanti contributi in ogni settore pur continuando a conservare e condividere la loro forte identità tribale attraverso eventi quali festività annuali, balli e corsi di lingua.
La storica Casa del Consiglio (Council House) costruita del 1878 nella città di Okmulgee è stata completamente restaurata e attualmente è diventata un museo di storia tribale.